# Rhagoletis berberis
Rhagoletis berberis
 es una especie de insecto del género Rhagoletis de la familia Tephritidae del orden Diptera. 
Mary Katherine Curran la describió científicamente por primera vez en el año 1932.